# Kitney Island
Kitney Island ist eine kleine Insel vor der Mawson-Küste des ostantarktischen Mac-Robertson-Lands. Sie liegt 1,5 km ostnordöstlich der Smith Rocks in der Holme Bay.
Norwegische Kartographen kartierten sie mittels Luftaufnahmen der Lars-Christensen-Expedition 1936/37 als Teil der Spjotøyskjera (heute bekannt als Wiltshire Rocks). Wissenschaftler der Australian National Antarctic Research Expeditions kartierten sie 1956 erneut. Das Antarctic Names Committee of Australia benannte sie nach Victor J. Kitney, Funktechniker auf der Mawson-Station im Jahr 1968.